# Соловйов Олександр Іванович (мистецтвознавець)
Олександр Іванович Соловйов (нар. 22 вересня 1952, Волгоград, Російська РФСР) — український мистецтвознавець, куратор сучасного мистецтва в Україні, арткритик, член Національної спілки художників України (1987),  куратор і літописець сквоту «Паризька комуна» (1992—1994), куратор в PinchukArtCentre (2003—2010), куратор на 50, 52 і 55 Венеційської бієнале, заступник генерального директора і головний куратор Мистецького Арсеналу. Організував десятки виставок та масштабні проєкти Art Kyiv Contemporary, «Незалежні» в Арсеналі, перша та друга Київські міжнародні бієнале сучасного мистецтва.

## Життєпис
Олександр Соловйов народився 1952 року у Волгограді. У 1975 році закінчив Київський державний художній інститут за фахом мистецтвознавець. Навчався на факультеті історії та теорії мистецтва у педагогів з фаху — Людмили Міляєвої, Платона Білецького, Галини Заварової. Відслужив у лавах радянської армії. Вступив до аспірантури Академії наук. Дисертацію писав в Інституті мистецтвознавства імені М. Рильського на тему «Діалектика національного та інтернаціонального в сучасному українському живопису», але її не завершив.
Після завершення навчання працював завідувачем виставкового відділу в апараті спілки художників України (до початку 1992 року). За часів існування артгурту «Паризької Комуни» в 1990—1994 роках Олександр Соловйов перебував в епіцентрі мистецьких подій, генерував нові ідеї. На початку 1992 року поселився у сквоті для того, щоб добирати картини з майстерень художників для різноманітних виставок: «Штиль» (1992), «Простір культурної революції» (1994, Український дім). З 1999 року постійний контриб'ютор журналу Flash Art, Мілан. З 2001 року працював старшим науковим співробітником Інституту проблем сучасного мистецтва.
З 2003 по 2010 роки працював куратором в PinchukArtCentre, потім — заступником генерального директора. Зараз — головний куратор «Мистецького Арсеналу». В рамках цього організував проєкти: Спеціальний проєкт «Подвійна гра» у межах Першої української бієнале Arsenale (2012), «Flashback. Українське медіамистецтво 1990-х» (2018), моновиставок Кирила Проценка,  Олександра  Гнилицького,  Олега Голосія,  Олега Харча та ін..

## Творчість
Олександр Соловйов організував цілий ряд виставок: Звітна виставка молодих художників України «Седнів 88» , Художники Паризької комуни (1991), Живописний заповідник І (1992 рік) , Штиль (1992 рік) у співкураторстві з Костянтином Акіншою , Живописний заповідник ІІ (1993 рік) , «Простір культурної революції» («Український дім», 1994 рік), Барбарос (1995 рік) ,  «Парниковий афект» (Галерея Центру сучасного мистецтва Сороса при НаУКМА, 1997 рік), «Фото…синтез» (1997 рік) , «Жернова часу», у межах 50-ї Венеційської бієнале (2003 рік) , Перша колекція (2003 рік) , «Прощавай, зброє» (Арсенал, 2004 рік) , «Перевірка реальності» (2005) , «Такі вони заробітки» Олег Харч (2013 рік) , «Дух часу» (2016 рік) , «Мистецтво обіцянок» (2017 рік) , «Гнилицький. Реальність ілюзії» (живопис-скульптура-графіка-медіа) (2017 рік) ,«FLASHBACK. Українське медіамистецтво 1990-х.» (2018 рік).
У 2000-х роках представляв павільйони України на 50-й, 52-й та 55-й Венеційській бієнале.
Крім кураторської діяльності, Олександр Соловйов займається освітніми програмами: бере участь в мистецтвознавчих дискусіях, читає лекції. Нині живе і працює у Києві.

## Публікації
- «Скетч про молодоукраїнський живопис» (Москва, 1989),
- «На шляхах розкартинювання» (Москва, 1993),
- «Турбулентні шлюзи» (1999),
- «Українське мистецтво 90-х» (Москва, 2000).